# باردوك
باردوك (باليابانية: バーダック، بالروماجي: Bādakku) هو شخصية خيالية من مانغا وأنمي دراغون بول وهو محارب من الساياجين وهو والد راديتز وغوكو وزوجته هي جين. وهو جد غوهان وغوتين. ظهر لأول مرة كبطل للحلقة الخاصة التي بُثّت عام 1990 تحت عنوان دراغون بول زد: باردوك – والد غوكو. طفولة باردوك وتفاصيل حياته غير معروفة، لكنّه ظهر يقود مجموعة من الساياجين ويخوض المعارك في كواكب بقصد قتل أهلها وبيعها وقد حقق العديد من الانتصارات، وهو مقاتل ضمن جيش الساياجين وكان يعمل تحت أمرة فريزا حتى أدرك خطة فريزا لتدمير كوكب فيجيتا وإبادة عرق الساياجين فتوجه إلى مركبة فريزا وحده محاولًا منعه، إلا أن فريزا قام بتوجيه هجمة سوبرنوفا (مستعر أعظم) أصابت باردوك مباشرة ودمرت كوكب فيجيتا، ثم عاد عاد بالزمن إلى الماضي في دراغون بول زد: حلقة عن باردوك، ولكن تلك الحلقة كانت مجرد فلر لا علاقة لها بالقصة الأصلية ويُعد باردوك في تلك الحلقة أول مَن تحول إلى السوبر ساياجين حيث تحول إليه ضد أحد اسلاف فريزا والذي يدعى تشيلد وإستطاع باردوك هزيمته.
في آخر المهمات التي قام بها باردوك تحت أمرة فريزا تلقى ضربة مكنته من رؤية المستقبل حيث رأى كوكب فيجيتا يتدمر ورأى ابنه كاكاروت (غوكو) يكبر وعند ذهابه لمهاجمة فريزا رأى باردوك غوكو في كوكب الناميك وعند تلقيه الضربة من فريزا رأى غوكو يُواجه فريزا.
عرف باردوك بشجاعته وبذكائه هو الذي وقف امام فريزا وجيشه وحده وأنقذ ابنه غوكو من هجوم فريزا على كوكب فيجيتا وأرسله إلى كوكب الأرض

## انظر ايضًا
سون غوكو
سون غوهان
سون غوتين
الساياجين
فريزا
دراغون بول